# Carlos Slim

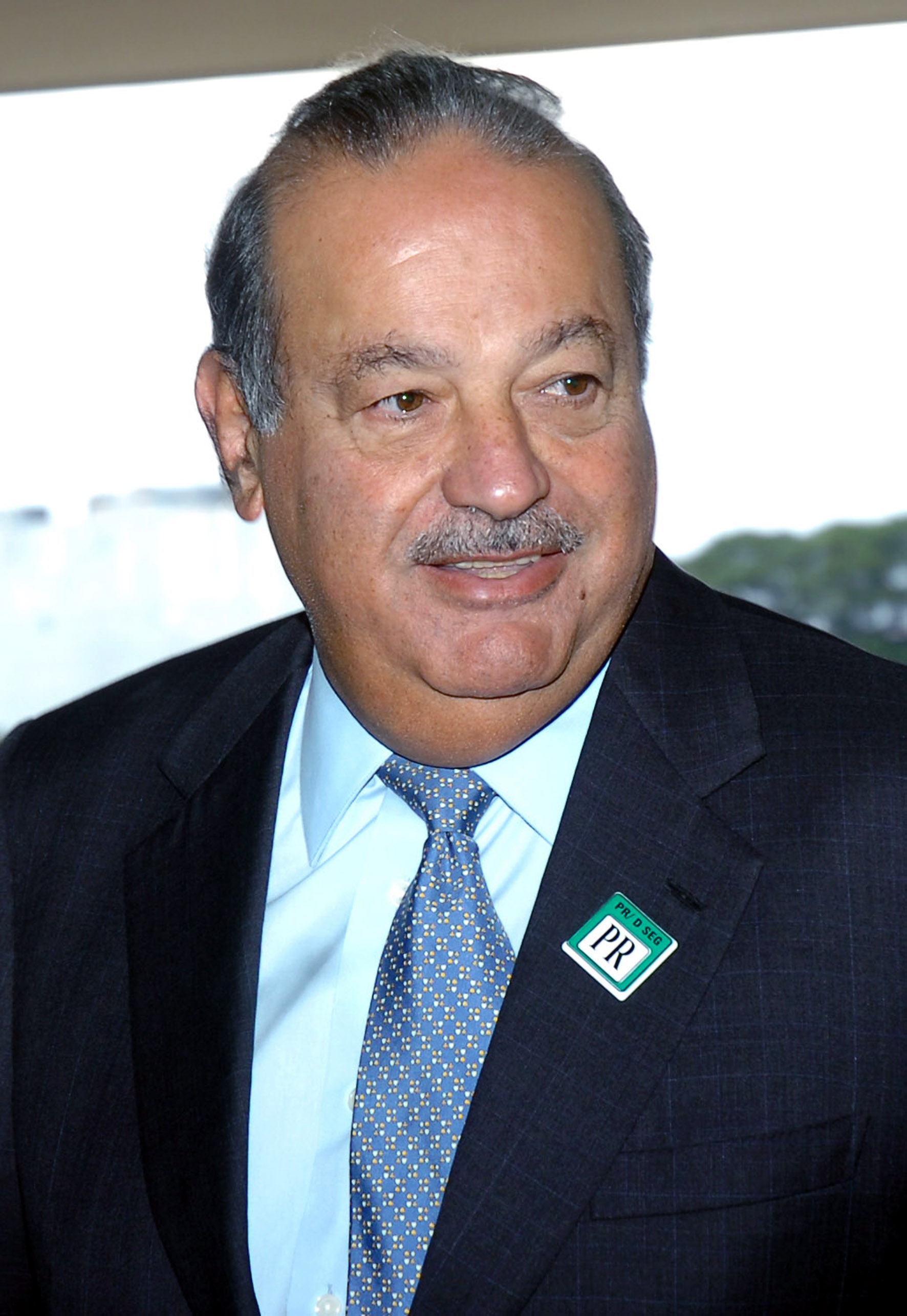
Carlos Slim Helú (2007)

Carlos Slim Helú (Mexico-Stad, 28 januari 1940) is een Mexicaans zakenman van Libanese afkomst. Hij is sinds mei 2013 gedegradeerd tot de op zes na rijkste mens ter wereld met een vermogen van 67,1 miljard Amerikaanse dollar in maart 2018. Hij is  ingehaald door Louis Vuitton-topman Bernard Arnault. Slim heeft het grootste deel van zijn fortuin te danken aan zijn telecommunicatieconcern Telmex.

## Biografie
Slim is de zoon van Syrisch-maronitische ouders uit Libanon die aan het begin van de 20e eeuw naar Mexico zijn gevlucht wegens het repressieve Ottomaanse militair bestuur. Zijn familie is maronitisch christelijk. Zijn vader Yousouf Salim, die zijn achternaam bij aankomst in Mexico veranderde in Slim, overleed in 1952 als redelijk rijke man en Carlos zette de traditie voort. Hij studeerde af als ingenieur aan de Nationale Autonome Universiteit van Mexico (UNAM).
Slim heeft gezegd dat hij het zakendoen heeft geleerd van de boeken van de futuroloog en vriend Alvin Toffler. In 1990 kwam Slim op het voorplan van het Mexicaanse zakenleven toen hij het telecommunicatiebedrijf Telmex opkocht van de Mexicaanse regering, die het bedrijf had geprivatiseerd. Volgens critici was er bij die aankoop sprake van vriendjespolitiek en kon Slim Telmex vooral kopen wegens zijn vriendschap met president Carlos Salinas. Slim ontkent de beschuldigingen. Ook zijn zowel de Mexicaanse overheid als Slim beschuldigd van het onverstandig uitvoeren van de privatisering; door Telmex niet op te splitsen heeft Slim direct een monopolie in handen gekregen en controleert hij vandaag de dag 90% van de Mexicaanse telecommunicatie, terwijl de kwaliteit sinds de privatisering niet verbeterd is en de prijzen verhoogd zijn.
Slim breidde in de jaren 90 zijn positie uit door het opkopen van onder andere CompUSA, Telcel en América Móvil en investeringen in AT&T, Apple, Televisa en Altria en is een tijdje vicepresident geweest van de Bolsa Mexicana de Valores, de Mexicaanse aandelenbeurs. In 2004 deed hij een stapje terug, om meer tijd te besteden aan het Latijns-Amerikaans ontwikkelingsfonds. Wel kocht hij nog een groot deel van het Historisch Centrum van Mexico-Stad om dit te laten opknappen. Ook kocht Slim meerdere wolkenkrabbers waaronder de Torre Latinoamericana.
Op de Forbes-lijst van de rijkste personen ter wereld stond Slim in 2007 op de derde plaats achter Bill Gates en Warren Buffett; later corrigeerde Forbes de lijst en plaatste Slim een plaats hoger. Op 4 augustus van hetzelfde jaar meldde The Wall Street Journal dat Slim Gates had voorbijgestreefd en daarmee de rijkste mens ter wereld was. Slims bezittingen vormen vijf procent van het totale Mexicaanse bruto nationaal product, hij verdient gemiddeld $28 miljoen per dag en zijn bedrijven omvatten in waarde een derde van de Mexicaanse beurs.
Critici beschuldigen Slim vaak van misbruik van zijn monopoliepositie en wijzen op de ironie van het feit dat een van de rijkste mensen ter wereld woont in een land waar bijna de helft van de bevolking onder de armoedegrens leeft. Mede als reactie hierop heeft Slim zich de laatste jaren meer met liefdadigheid beziggehouden. Ook is hij een verklaard tegenstander van vrijhandelsovereenkomsten en het verplicht openstellen van de markten van ontwikkelingslanden.
In 2012 veroorzaakten plannen van Minera Frisco, een onderneming van Slim, om in de omgeving van het dorp Tetela de Ocampo (deelstaat Puebla) goud en zilver te gaan winnen, grote onrust in het dorp. Dit vanwege de gevreesde milieuvervuiling, die onder meer de plaatselijke agrariërs brodeloos zou maken. Het dorp verklaarde Slim de 'oorlog'.
In mei 2013 werd Slim ingehaald door Microsoft-topman Bill Gates als rijkste persoon van de wereld. Slim heeft een vermogen van $ 71,5 miljard tegen een vermogen van $ 77,5 miljard van Gates.

## Privé
Slim huwde in 1967 met Soumaya Domit met wie hij zes kinderen kreeg. Domit overleed in 1999 aan een nieraandoening. Hun zonen Carlos, Marco en Patrick hebben het dagelijks bestuur van de bedrijven van hun vader overgenomen.